# Show Rural Coopavel
O Show Rural Coopavel é um evento de difusão de tecnologia agropecuária que acontece anualmente no município brasileiro de Cascavel, no estado do Paraná.
Tem como objetivo aumentar a produtividade de pequenas, médias e grandes propriedades rurais. É totalmente organizado pela Cooperativa Agroindustrial de Cascavel - Coopavel, realizado em parque próprio, localizado na Rodovia BR-277, km 577, próximo ao viaduto de acesso à cidade. É considerada a maior feira do agronegócio da América Latina e a maior terceira do mundo.

## História
Em 1989, a Coopavel promoveu o "Dia de Campo", voltado exclusivamente para seus associados, para demonstrar novas técnicas de produção. A primeira edição contou com quinze expositores e cento e dez visitantes.
Foi tomando proporção até que em 1995 passou a ter duração de cinco dias, quando ganhou a denominação atual.
Com crescimento expressivo a cada edição, em 2023 contou com mais de 585 expositores, entre empresas ligadas ao agronegócio, atraiu um público de 285 mil visitantes do Brasil e do exterior, movimentou mais de R$ 3,5 bilhões em negócios.

## Estrutura
O evento que possui entrada gratuita, é realizado em uma área de 720.000 m², que conta com todas as ruas asfaltadas e cobertas, restaurantes, lanchonetes, ambulatório médico e pronto-socorro, praças de descanso, água gelada, estacionamento gratuito para 12 mil veículos.
Dentro do evento, em um terreno de 4 500 m², ocorre o "Show Rural Digital", um espaço dedicado à inovação extrema. Conta com stands, área de hackathon, Villa Startup, Biopark, lounges e Flying Arena UPL (Arena de drones com 2 000 metros quadrados).
Destacam-se no Show Rural a agricultura, máquinas e equipamentos, pecuária de leite e de corte, avicultura, suinocultura, apicultura, piscicultura, administração rural, integração entre lavoura e pecuária, meio ambiente, agroecologia, plantas medicinais, energias renováveis, tecnologia.